# Loco (Stati Uniti d'America)
Loco è un comune degli Stati Uniti d'America, della contea di Stephens. La sua popolazione è di 150 abitanti.